# Euhesma dolichocephala
Euhesma dolichocephala är en biart som först beskrevs av Rayment 1953.  Euhesma dolichocephala ingår i släktet Euhesma och familjen korttungebin. Inga underarter finns listade i Catalogue of Life.

## Bildgalleri

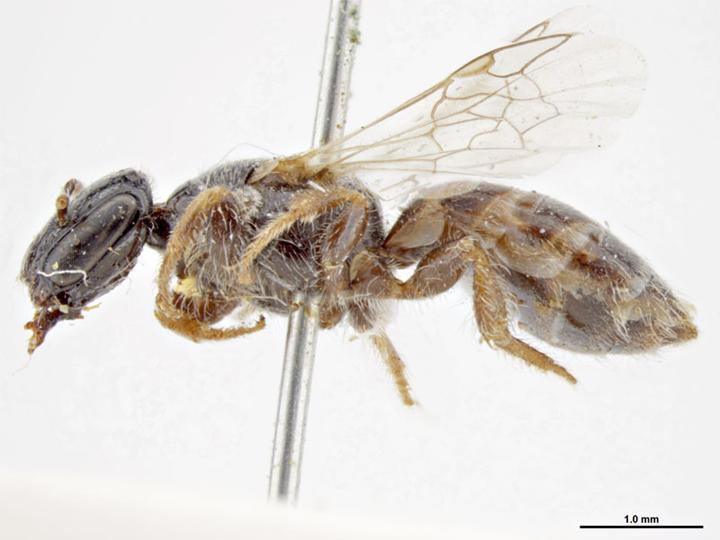
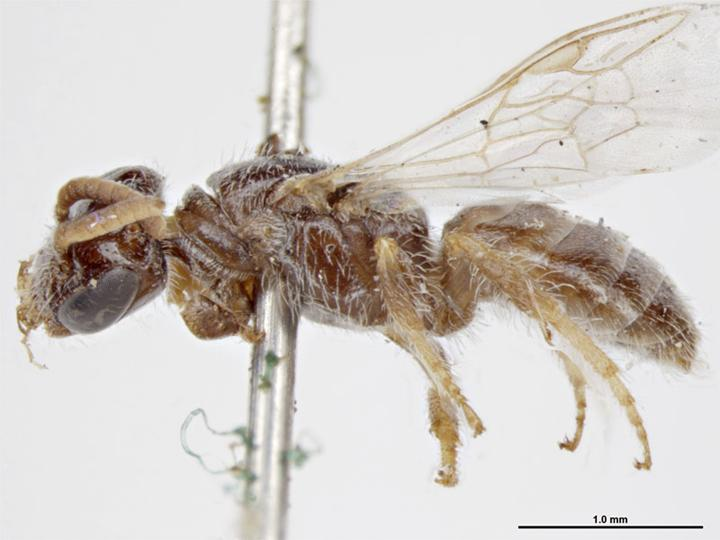